# El Bajío, Zacatecas
El Bajío är en ort i Mexiko.   Den ligger i kommunen Pinos och delstaten Zacatecas, i den centrala delen av landet, 400 km nordväst om huvudstaden Mexico City. El Bajío ligger 2 240 meter över havet och antalet invånare är 132.
Terrängen runt El Bajío är varierad. Runt El Bajío är det ganska glesbefolkat, med 34 invånare per kvadratkilometer. Närmaste större samhälle är Pinos, 18,0 km sydväst om El Bajío. Omgivningarna runt El Bajío är i huvudsak ett öppet busklandskap.